# Carmosina
Carmosina è una commedia in tre atti e in prosa di Alfred de Musset, presentata per la prima volta al Théâtre de l'Odéon il 22 ottobre 1865.

## Personaggi
- Pietro d'Aragona, re di Sicilia
- Il maestro Bernardo, medico
- Lady Pasqua, moglie del maestro Bernardo
- Carmosine, la loro figlia
- Minuccio, cantastorie
- Perillo, giovane avvocato
- Ser Vespasiano, cavaliere di fortuna
- Un ufficiale del palazzo
- Michel, servitore del maestro Bernardo.
- Regina Costanza, moglie del re Pietro
- Paggi, Scudieri, Damigelle d'onore e servi della regina[4]

## Trama

### Atto I
- Scena I : Nella sua casa di Palermo, maestro Bernardo, un medico, discute con la moglie, Lady Pasqua, della malattia della loro figlia Carmosina. Lady Pasqua dice al maestro Bernard che tutte le medicine che prepara sono inutili e pensa di essere innamorata di Ser Vespasiano. Alla fine decide di invitarlo a cena. Gli altri escono.
- Scena II : Entra Perillo. Appena tornato da sei anni di studio a Padova. È sorpreso di non trovare nessuno. Si preoccupa che Carmosina lo abbia dimenticato, anche se è sempre stata la sua fidanzata e il maestro Bernardo gli ha promesso che sarà sua moglie.
- Scena III : Entra il maestro Bernardo, che gli annuncia che Carmosina è malata e che non sa come curarla. Perillo si preoccupa per lei. Il maestro Bernard conferma che desidera ancora dargli la sua mano.
- Scena IV : Entra Lady Pasqua che annuncia che Carmosina si sente meglio e vuole andare in giardino. Perillo si nasconde dietro un arazzo per vederla passare. Esce a preparare un posto in giardino.
- Scena V: Entra Carmosina, felice. Ha sognato Perillo. Suo padre le dice che lui è in città. È preoccupata per questa notizia, perché non vuole rivederlo. Perillo si allontana senza farsi vedere da Carmosina, che sviene mentre il maestro Bernardo insiste con lei.
- Scena VI : Entra Lady Pasqua che sveglia Carmosina e le dice che Ser Vespasiano è stato invitato a cena. Si sente abbastanza forte per mangiare.
- Scena VII : Ser Vespasiano mangia con la famiglia e Carmosina evita il suo sguardo. Sembra amarla. Mentre sente Minuccio, un cantastorie, cantare per strada, chiede a suo padre di farlo salire. Questo lo fa con piacere: stima molto Minuccio.
- Scena VIII : Minuccio chiede a Carmosina di sorridere e lusinga la sua bellezza. Il maestro Bernardo riceve una lettera da Perillo. Carmosina la legge nonostante il rifiuto di suo padre. Lei scopre che lui era nascosto dietro l'arazzo e che lui sa che lei non lo ama più. Chiede un colloquio privato con Minuccio e annuncia a Ser Vespasiano che non vuole sposarsi.
- Scena IX : Carmosina è sola con Minuccio, gli confida di amare il re e gli chiede di farglielo sapere. Minuccio giura di farglielo sapere entro tre giorni e di mantenere il segreto.

### Atto II
- Scena I: In una stanza del palazzo del re, Perillo aspetta il re per dirgli qualcosa quando passerà.
- Scena II : Entra Minuccio, che cerca di scrivere dei versi, ma non ha la carta ; chiede a Perillo qualcosa su cui scrivere. Perillo riconosce Minuccio, che si prese cura di lui quando era piccolo. Perillo gli dice che vuole arruolarsi nell'esercito del Napoli. Minuccio, che sa perché è disperato, gli consiglia di aspettare qualche giorno per riflettere attentamente su questa scelta. Perillo segue il suo consiglio e gli chiede di dire qualcosa al maestro Bernardo appena lo vedrà, ma Ser Vespasiano entra prima che gli abbia detto di che cosa si trattasse.
- Scena III: Ser Vespasiano spiega a Minuccio che vuole sposare Carmosina, perché il re gli ha promesso delle terre per il giorno delle sue nozze. Inoltre racconta a Minuccio, anche se questi aveva assistito agli eventi del giorno prima, l'arrivo della lettera di Perillo. Ser Vespasiano è preoccupato, poiché Carmosina ha disprezzato le sue avances mentre diceva al re che il suo matrimonio era sulla buona strada. Quando Ser Vespasiano se ne va, Perillo è dispiaciuto che Carmosina abbia fatto leggere ad altri la sua lettera di disperazione.
- Scena IV : Un ufficiale di palazzo annuncia che il re sta arrivando. Ser Vespasiano dice a Minuccio che avviserà il re riguardo al suo matrimonio.
- Scena V: Entrano il re e la regina. Lui è arrabbiato. Chiede a Perillo cosa lo portasse al suo cospetto. Perillo dice che vuole arruolarsi nell'esercito. Il re lo esorta a dargli le sue ragioni:  non vuole che la gente si impegni per il dolore d'amore. Perillo rifiuta il sostegno della regina che la stima per non aver voluto rivelare il suo segreto. Alla fine il re lo ingaggia. Perillo si ritira.
- Scena VI: Il re e sua moglie fanno venire Minuccio a cantare. Il re riceve un biglietto che legge. Vespasiano cerca di intromettersi nella discussione per poter parlare del suo matrimonio. Minuccio fa indovinelli a Vespasiano e ai cameraman della regina, che vincono sempre. Ser Vespasiano se ne va, visto che non si tratta del suo matrimonio.
- Scena VII: Minuccio canta una storia d'amore scritta da una giovane ragazza. Racconta la storia di Carmosina e Perillo senza darle un nome. La regina dà il suo anello a Minuccio perché al fine di darlo a questa giovane ragazza. Il re vuole sapere di chi si tratta. Minuccio chiede agli altri di uscire, perché ha giurato di non dirlo a nessuno tranne che al re. Tuttavia, permise alla regina di rimanere, perché si fidava pienamente di lei. Questa esce di sua spontanea volontà, non vuole sapere quello che non dovrebbe imparare. Minuccio rivela che si tratta di Carmosina e che Perillo ora vuole uccidersi. Le dice anche che Carmosina lo ama. Il re risponde che vuole andare a trovarla e che questa storia deve essere raccontata alla regina.

### Atto III
- Scena I : Nel giardino del maestro Bernardo, Minuccio canta la storia d'amore di Carmosina al maestro Bernardo, Perillo e Carmosina. A questi ultimi due piace, mentre al maestro Bernardo non piace. Perillo sembra triste. Carmosina si scusa con lui per il suo comportamento del giorno prima : era malata e soffriva.
- Scena II : Passa Ser Vespasiano che sta discutendo con Lady Pasqua del suo matrimonio con Carmosina e della sua dote. Carmosina, che non apprezza, se ne va con Perillo.
- Scena III : Il maestro Bernardo cerca di scoprire da Minuccio il segreto che Carmosina gli ha detto, e gli confida di aver visto Carmosina scrivere durante la notte. Se ne vanno quando vedono il ritorno di Ser Vespasiano e Lady Pasqua.
- Sscena IV : Questi ultimi hanno concluso l'importo della dote. Felice, Ser Vespasiano va alla rivolta. Lady Pasqua entra in casa.
- Scena V : Una volta soli, Carmosine dice a Perillo di prendersi cura del maestro Bernardo, se dovesse morire. Perillo, che non comprende le ragioni di questa richiesta, vuole convincerla a non farlo. Gli dice dove deve andare a leggere un pezzo di carta che ha nascosto
- Scena VI : Da sola, Carmosina è felice, perché Minuccio le ha detto che il re è al corrente di tutto. Bacia l'anello che vuole portare nella tomba. Si suona. Ci sono due donne velate fuori. Lei li fa aprire.
- Scena VII : Uno chiede se c'è il maestro Bernardo. Vedendo Carmosina, dice che vuole parlarle.
- Scena VIII : È la regina, ma Carmosina non la riconosce. La regina si presenta come parente di Perillo e le chiede un colloquio, che Carmosina accetta. Il maestro Bernardo vede Carmosina e la donna, Minuccio la porta più lontano. La regina la interroga abilmente fingendo di avere un'amica affetta da un male simile e finisce per capire che Carmosina potrebbe amare Perillo, se non amasse già il re. Quando Carmosina si rende conto con chi ha a che fare, si vergogna di aver parlato con la sua regina e che quest'ultima sa che lei ama suo marito. Pensa che Minuccio l'abbia tradita. La regina la rassicura dicendole che è stato il re a dirglielo. Le dice anche che il re vuole che si ristabilisca, che sia felice e riacquisti il coraggio, ma anche che sposi Perillo. Il re la stima e vuole che viva, diventando così la damigella d'onore della regina per poter vedere il re ogni giorno. Si sentono le trombe che suonano l'uscita del re.
- Scena IX : Entrano Minuccio, Ser Vespasiano, Lady Pasqua, il maestro Bernardo e il re con Perillo vicino a lui. Ser Vespasiano è certo di essere venuto a sistemare il proprio matrimonio con Carmosina. Il re annuncia che vuole che lei guarisca, che le darà Perillo in matrimonio e che indosserà i suoi colori. Le dà un bacio sulla fronte.[5]

## Adattamenti
- 1926 : diretto da Pierre Fresnay, Comédie Française[6]
- 1938 : diretto da Jean Debucourt, Comédie Française[7]
- 1980 : diretto da Henri Demay, Salle Valhubert[8],[9]